# Feuer wird vom Himmel fallen
Feuer wird vom Himmel fallen ist ein Roman der Autoren Eugene Burdick und Harvey F. Wheeler aus dem Jahr 1962. Er erschien in Hamburg 1963.

## Handlung
Eine mit Atombomben bewaffnete US-Fliegerstaffel erhält aufgrund eines technischen Defekts den Befehl, die russische Hauptstadt Moskau anzugreifen. Alle Versuche der Amerikaner und auch der Russen, die Flugzeuge abzuschießen, scheitern. Moskau wird zerstört. Um die Russen von einem massiven Vergeltungsschlag abzuhalten, entschließt sich der amerikanische Präsident dazu, New York ebenfalls durch eine Atombombe zerstören zu lassen.

## Verfilmungen
Der Roman wurde 1964 unter dem Titel Angriffsziel Moskau von Sidney Lumet verfilmt. Im Jahr 2000 folgte mit Fail Safe – Befehl ohne Ausweg eine für das Fernsehen produzierte Neuverfilmung.